# Шастки
Шастки — деревня в Виноградовском районе Архангельской области. Входит в состав Моржегорского сельского поселения.

## География
Деревня расположена в центральной части области на расстоянии примерно в 23 километрах по прямой к северо-западу от районного центра посёлка Березник. К западу от деревни Шастки находится деревня Гора, к востоку — деревня Уйта.
Часовой пояс
Деревня Шастки как и вся Архангельская область, находится в часовой зоне МСК (московское время). Смещение применяемого времени относительно UTC составляет +3:00.

## Население
| 2002 | 2010 | 2012 |
| ---- | ---- | ---- |
| 17   | ↘14  | ↘7   |

Национальный состав
Согласно результатам переписи 2002 года, в национальной структуре населения русские составляли 100 % из 17 чел..